# Bòtia
La Bòtia o Botiea (grec antic: Βοττία, Βοττιαία) era un districte de Macedònia incorporat al segle iv aC, segons Heròdot i Tucídides, i abans un regne independent poblat pels botieus, segons Plini el Vell. El districte abraçava les regions entre el riu Haliacmó i l'Àxios, i era al sud d'Emàtia.